# 日本高等学校アメリカンフットボール連盟
日本高等学校アメリカンフットボール連盟（にほんこうとうがっこう - れんめい、英語表記：Japan High school American Football Federation）は、高等学校のアメリカンフットボールチームが所属するアメリカンフットボールの統括連盟である。下部組織として、関東高等学校アメリカンフットボール連盟と関西高等学校アメリカンフットボール連盟がある。
春と秋には各連盟毎に大会が行われ、秋の大会勝者はクリスマスボウルに出場して、高校日本一を決める。

## 関東高等学校アメリカンフットボール連盟
- 北海道地区 - 2校
- 東京地区 - 34校
- 神奈川地区 - 17校
- SIC地区（埼玉、茨城、千葉） - 11校
- 静岡地区 - 3校

## 関西高等学校アメリカンフットボール連盟
- 東海地区（愛知、岐阜） - 3校
- 滋賀地区 - 5校
- 京都地区 - 4校
- 大阪地区 - 16校
- 兵庫地区 - 10校
- 広島地区 - 2校

（加盟校数はいずれも2017年度現在）